# 伪科学史

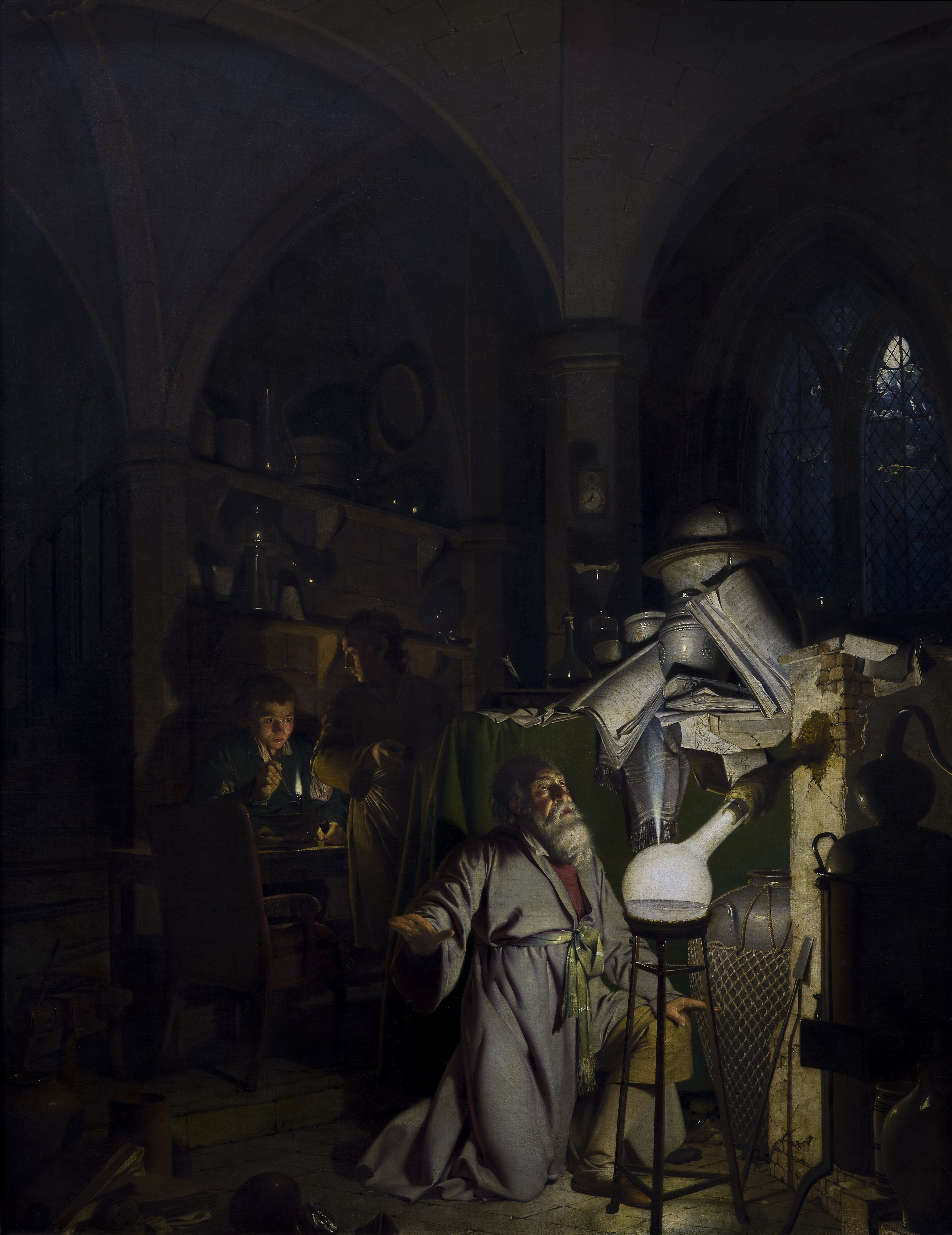
寻找哲人石的炼金术士发现了磷，约瑟夫·赖特，1771

伪科学史研究伪科学理论如何随着时间变迁。伪科学是指任何经宣称为科学，或描述方式看起来像科学，但实际上并不符合科学方法基本要求的知识、缺乏支持证据，经不起可信性测试，或缺乏科学形式的理论、研究方式或是信仰。
分辨某些科学和伪科学有时很困难。一个目前常用的区分方法是可证伪性，在这方面大多数的贡献来自卡尔·波普尔。在伪科学史中将科学和伪科学分离出来尤为困难，因为一些科学就发展自伪科学。例如化学的起源就是伪科学中的炼金术。
多种多样的伪科学让伪科学史也变得非常复杂。一些伪科学诞生于前科学时代，如占星术和针灸，也有一些伪科学发展自某种意识形态，如李森科主义，或者是为了反击某种意识形态的眼前威胁，如系统化的神创论，作为教会反对进化论的堡垒。
即使没有满足目前的科学标准，许多的伪科学依然在世界上广泛传播。这一般是由于非常著名的误解或者许多拥护者拒绝接受对他们的信仰进行科学批判，许多伪科学在公众中的巨大人气也是伪科学得以传播的一个重要的因素，例如即使大部分科学家明确反对占星术，占星术还是在公众中备受欢迎。

## 19世纪

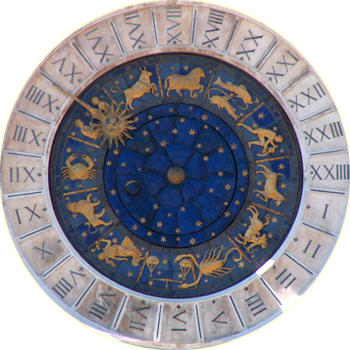
黄道十二宫在占星术风靡时期的天文学标志。

唯灵论 (有时也被叫做「现代唯灵论」)在19世纪风靡一时。唯灵论在美国的传播离不开狐狸姐妹1848年的行为，她们声称她们有能力与死人交流。这种带有宗教性质的运动直到20世纪20年代依然火热，直到哈利·胡迪尼开始揭穿灵媒（参考哈利·胡迪尼#揭穿靈媒）。唯灵论不被看做科学，但也并不被认可为一种伪科学，尽管运动本身的确产生了许多伪科学现象例如外质和灵魂摄影。
顺势疗法在1796年被德国医师萨穆埃尔·哈内曼最早提出。在这时主流的医学还处于很基本的阶段并且依然使用许多不科学的方法如放血疗法。顺势疗法使用的药物包含了稀释过的物质，这意味着患者一般需要水，与传统医学给人们带来的伤害相比这是一个极大的进步。在18世纪30年代顺势疗法传遍了欧洲和美国几乎所有学校和学院。顺势疗法的发展也并非完全一帆风顺，也在早期受到了许多批评。顺势疗法的知名度随着19世纪的结束而降低，但在20世纪又经历了复苏。
在误会中诞生的火星运河理论最先在1877年由意大利天文学家乔凡尼·斯基亚帕雷利的发现而产生。该理论在19世纪末期影响力达到巅峰，但在20世纪初衰退。
由政治家和作者伊格内修斯·唐纳利在1882年所著的《亚特兰蒂斯: 太古的世界》，重新激发了人们对亚特兰蒂斯的热情。这个幻想出来的，在几千年存在的先进国家就像古埃及一样迷人。它首先被帕拉图在他的对话录中作为文学修饰引出。其他失落大陆如姆大陆和雷姆利亚大陆在19世纪的晚期也吸引了很多人的目光。
1881年，尼德兰反庸医社被建立以遏制伪科学在医学上的扩张，这个组织直到今日依然活跃。

## 20世纪
20世纪最值得注意的伪科学的发展包括创造论的兴起，唯灵论的衰退和第一次成型的古代太空人理论。
区域反射疗法，在1913年作为躯体部位疗法的一种在美国出现，该理论认为一种无法探测的生命力量将人体的各个部位与脚部不同区域相连，有时这些部位也与手或耳朵相连。
在各式各樣的歷史發展導致二十世紀出現了神創論。在二十世紀前半葉，現代演化綜論克服了「達爾文主義的日食」的劣勢。美國原教旨主義基督徒開始反對公立學校教授進化論。為此他們提出多項法律，其中最著名的是猴子審判。在後半葉，太空競賽再次提起人們對科學的關注，他們憂慮美國的科學發展會落後於蘇聯。隨著邏輯實證論的興起，人們對「科學」有著更嚴格的標準，進化論重新納入課程之中。反對教授進化論的法例由於違反了「政教分離」被裁定為違憲。原教旨主義者為了規避這項裁決，提出聲稱是世俗的神創論作為的進化論的另一選擇。這種個新誕生的偽科學中最有影響力的出版物可能是由年輕地球創造論者約翰·惠特科姆和亨利·莫里斯所寫的《創世紀的洪水》一書。
隨著步入太空時代，多個不同版本的「古代太空人」論說也出現了。縱使這些理論有不同的差異，但它們也認同在遠古時代有外星智慧生物來訪地球並且與人類接觸。艾利希·馮·丹尼肯及撒迦利亞·西琴等著名的作者在1960年代開始出版書籍表述他們的觀點。其中最著名的著作是寫於1968年的《諸神的戰車？未解之謎》。
美國太陽神計劃中多次的登陸月球由1960年代開始直到70年代也引起一些阿波羅登月計劃陰謀論。這些陰謀論普遍上被科學社群忽視，但是二十世紀結束前一次蓋洛普民意調查顯示，6%的美國人口不相信登月是真的。
在20世纪的末期一些著名的怀疑论团体被组建以遏制伪科学的增长，各国也都采取了不同的措施阻止伪科学的蔓延。
在美国，按时间顺序值得注意的有教育查询中心 (1991), 怀疑论者协会 (1992)，詹姆士·赖迪教育基金会 (1996), 新英格兰怀疑论协会 (1996)。在1976年成立的怀疑性探究委员会也有着差不多的目标，在之后成为了教育查询中心的核心前身组织之一。
在荷兰，坚定的怀疑主义者们于1987年成立。
在中国大陆，自1978年起，中华人民共和国政府开始重新注重科学普及事业，随着之后的水变油，气功热，永动机热等风波，中华人民共和国成立了许多科普机构并督促中国科学院等机构做好科普工作。

## 21世纪
在21世纪的开端，大量的伪科学理论依然备受欢迎。
随着新媒体的时代到来，中国大陆也涌现了许多自媒体或者线上的科普平台，如科学松鼠会，果壳网等。但是網絡媒體平台同样给伪科学带来了更大的生存空间，地平论，智能设计论，永动机依然在中国大陆占有很大生存空间。此外也有许多边缘科学，以及部分疑似科学但具体定性不明确的学科，如中医，风水等是否是科学在中国大陆和世界范围存在着很严重的分歧。

### 有關醫療與保健
替代醫學，指任何聲稱產生醫療效果，但並非源於科學方法收集證據的醫療實踐，替代醫學不是生物醫學的一部分，由於其療效宣稱與科學共識及已確立的科學定律矛盾，所以它們通常是被證明無效的、未經證明的，或者無法證明的。在21世紀，替代醫學，如中醫學、順勢療法、自然療法仍非常流行。
伪科学观点疫苗造成自闭症则起源于20世纪90年代，但是在21世纪的第一个10年内因互联网的迅速发展而变的知名。除了科学共同体反对疫苗和自闭症有关引人注目之外， 一些明星也加入到了争论之中，最知名的是珍妮·麦卡西，她的儿子患有自闭症。
2009年2月，外科医生安德鲁·韦克菲尔德发表论文认为疫苗与自闭症之间存在关联，但最后被星期日泰晤士报指出数据造假。此外有消息称醫學總會在2007年3月开始调查相关专业人员是否存在故意误导行为。

### 有關建築及環境
在21世紀，風水學在中國及港澳台仍非常流行。中國古代科學為五術之一的相術中的相地之術，即臨場校察地理的方法，叫地相，古代稱勘舆術，目的是用來選擇宮殿、村落選址、墓地建設等方法及原則。原意是選擇合適的地方的一門學問。相传风水的创始人是九天玄女，比较完善的风水学问起源于战国时代，是中国历史悠久的一门玄术，也称青烏、青囊，较为学术性的说法叫做堪舆。從歷史上看，風水被廣泛用於定位建築物 - 通常是精神上重要的結構，如墓葬，以及住宅和其他結構 - 以吉祥的方式。根據所使用的風水的特殊風格，可以通過參考當地特徵（例如水體，星星或指南針）來確定吉祥地點。

### 有關生命起源及超自然現象
神创论，作为智能设计论的一种，在奇兹米勒诉多佛学区案中遭受了重创。法官约翰·琼斯三世判决智能设计论与神创论并没有明显的区别，并且在公共学校中关于其的教学违反了美国宪法第一修正案。这次判决吸引了很多注意，并且也成了几部纪录片的主题，例如获得众多奖项的NOVA的作品审判日:对智能设计论的判决(2007)。
在古代太空人体裁的发展中最值得注意的则是艾利希·冯·丹尼肯在2003年所建造的迷思公园，尽管第一年迷思公园的访客量激增，但依然要比预期中的50万要少许多。这进一步导致公园的入不敷出，最终在2006年闭馆。

### 特定科学领域内的伪科学史
- 占星术史
- 神创论的历史（英语：History of creationism）
- 永动机的历史（英语：History of perpetual motion machines）

## 脚注
1. ↑  此处英文维基百科原文如此，如有疑问请在talk:针灸和本页面讨论页进一步探讨，未达到进一步共识前译者决定暂时以英文维基为准。